# Křížov (Korkyně)
Křížov (dříve též Křižov) je malá vesnice, část obce Korkyně v okrese Příbram ve Středočeském kraji. Nachází se asi jeden kilometr severně od Korkyně. Je zde evidováno 39 adres. V roce 2011 zde trvale žilo 73 obyvatel.
Křížov je také název katastrálního území o rozloze 3,23 km².

## Historie
První písemná zmínka o vesnici pochází z roku 1381.

## Obyvatelstvo
| Rok            | 1869 | 1880 | 1890 | 1900 | 1910 | 1921 | 1930 | 1950 | 1961 | 1970 | 1980 | 1991 | 2001 | 2011 | 2021 |
| -------------- | ---- | ---- | ---- | ---- | ---- | ---- | ---- | ---- | ---- | ---- | ---- | ---- | ---- | ---- | ---- |
| Počet obyvatel | 126  | 162  | 153  | 158  | 138  | 127  | 123  | 96   | 86   | 63   | 46   | 34   | 32   | 73   | 63   |
| Počet domů     | 19   | 19   | 21   | 22   | 23   | 23   | 26   | 28   | 24   | 21   | 16   | 24   | 25   | 31   | 32   |

## Obecní správa
Při sčítání lidu v letech 1850–1975 Křížov byl samostatnou obcí, se kterým patřil nejprve do okresu Příbram, ale v roce 1950 v okrese Dobříš a od roku 1960 opět v okrese Příbram. Od 1. ledna 1976 do 23. listopadu 1990 byl částí obce Chotilsko v okrese Příbram. Od 24. listopadu 1990 je částí obce Korkyně v okrese Příbram. V letech 1850–1920 k obci patřily Krámy.